# Рекио ди Сото (Парма)
Рекио ди Сото је насеље у Италији у округу Парма, региону Емилија-Ромања.
Према процени из 2011. у насељу је живело 22 становника. Насеље се налази на надморској висини од 50 м.